# Anastatus excavatus
Anastatus excavatus är en stekelart som först beskrevs av De Santis 1952.  Anastatus excavatus ingår i släktet Anastatus och familjen hoppglanssteklar. Inga underarter finns listade i Catalogue of Life.